# Bétignicourt
Bétignicourt ist eine französische Gemeinde mit 33 Einwohnern (Stand: 1. Januar 2022) im Département Aube in der Region Grand Est. Sie gehört zum Kanton Brienne-le-Château und zum Arrondissement Bar-sur-Aube. 

## Lage
Sie ist umgeben von folgenden Nachbargemeinden:
|                    | Braux                                       | Rosnay-l’Hôpital |
| Chalette-sur-Voire | Kompassrose, die auf Nachbargemeinden zeigt |                  |
| Lesmont            | Saint-Christophe-Dodinicourt                | Lassicourt       |

## Bevölkerungsentwicklung
| Jahr                      | 1962 | 1968 | 1975 | 1982 | 1990 | 1999 | 2008 | 2016 |
| ------------------------- | ---- | ---- | ---- | ---- | ---- | ---- | ---- | ---- |
| Einwohner                 | 45   | 40   | 43   | 39   | 34   | 37   | 31   | 32   |
| Quelle: Cassini und INSEE |      |      |      |      |      |      |      |      |